# Gustaf Åstrand

Gustaf Åstrand.

Jakob Otto Gustaf Åstrand, född den 23 oktober 1857 på Djurgården, död den 11 januari 1926 i Stockholm, var en svensk blindskolepedagog. 
Åstrand blev 1878 student och 1885 filosofie kandidat vid Uppsala universitet, 1891 adjunkt vid högre allmänna läroverket där, 1903 tillförordnad rektor vid institutet för blinda i Tomteboda och 1914 inspektör för statens blindskolor. Han inkallades 1911 som sakkunnig i kommittén för utredning av åtgärder för blinda med komplicerat lyte, blev 1912 adjungerad för blindskoleväsendet i seminariekommittén och 1920 ledamot av kommittén av blindvårdssakkunniga och denna kommittés sekreterare. På det organisatoriska området bidrog Åstrand till utvecklingen av hantverksskolan för blinda i Kristinehamn och till Nynäshemmets grundläggning samt till reseinspektionens införande. Därtill verkade han för inrättandet av skolkök för blinda samt införande av vävning och maskinstickning som övningsämnen vid institutet för blinda. Åstrand publicerade uppsatser i Nyt Tidsskrift for Abnormvæsenet, där han var svensk fackredaktör, med fler tidskrifter och skrev  
artiklar i Nordisk familjebok.
Åstrand var son till Otto Åstrand, lärare vid institut för blinda och dövstumma på Manillaskolan, samt far till rektorn Sigurd Åstrand och företagsledaren Halvdan Åstrand. 